# ديفيد لويس (لاعب كرة قدم أمريكية)
ديفيد لويس (بالإنجليزية: David Lewis)‏ هو لاعب كرة قدم أمريكية أمريكي، ولد في 8 يونيو 1961 في بورتلاند في الولايات المتحدة.

## وصلات خارجية
- دايفيد لويس على موقع مرجع كرة القدم المحترفة.كوم (الإنجليزية)
- دايفيد لويس على موقع كلية كرة القدم في سبورتس رفرنس.كوم (الإنجليزية)